# Xian de Huocheng
Cette page contient des caractères spéciaux ou non latins. S’ils s’affichent mal (▯, ?, etc.), consultez la page d’aide Unicode.
Le xian de Huocheng (霍城县 ; pinyin : Huòchéng Xiàn ; ouïghour : قورغاس ناھىيىسى / Korğas Nahiyisi) est un district administratif de la région autonome du Xinjiang en Chine. Il est placé sous la juridiction de la préfecture autonome kazakhe d'Ili.

## Démographie
La population du district était de 337 517 habitants en 1999.